# Possessed (groupe)
Pour les articles homonymes, voir Possessed.
Possessed est un groupe de death metal américain originaire de San Francisco, en Californie. Il est initialement fondé en 1983 par Jeff Beccera (voix et basse), Mike Torrao (guitare), Larry Lalonde (guitare) et Mike Sus (batterie). Après leur séparation en 1987, et une brève reformation entre 1990 et 1993, le groupe est de nouveau relancé par Jeff Becerra en 2007.

## Biographie
Le groupe est formé à San Francisco en 1983 par Jeff Beccera (voix et basse), Mike Torrao (guitare), Larry Lalonde (guitare) et Mike Sus (batterie). Entre 1983 et 1984, ils jouent lors de soirées locales et font paraître une démos de trois chansons intitulée Death Metal. Après quelques concerts avec Metallica et Exodus, ce dernier attire l'attention de Brian Slagel, digireant de Metal Blade Records,. Slagel s'intéresse au groupe et leur offre la possibilité de participer à sa prochaine compilation, Metal Massacre 6. Le groupe accepte et ils y font paraître le titre Swing of the Axe. Après la compilation, le guitariste Brian Montana quitte le groupe à cause de divergences créatives avec Torrao et est remplacé par le guitariste du groupe Blizzard Larry Lalonde. Le label Metal Blade ne leur ayant offert aucune opportunité de signer avec lui, la compilation attire l'attention de Combat Records. Possessed signe avec ce label et publie l'album Seven Churches en 1985, dont la version européenne sera publiée par Roadrunner Records. En novembre la même année, le groupe s'envole pour Montréal, Québec, au Canada, pour le WWIII Weekend Festival afin de promouvoir leur album Seven Churches aux côtés de Celtic Frost, Destruction, Voivod et Nasty Savage ; le concert est leur première grande apparition devant 7 000 personnes.
Possessed suit ensuite avec une tournée aux côtés de Slayer et Venom au Kabuki de San Francisco en 1986. À Halloween, en 1986, Possessed fait paraître son deuxième album, Beyond the Gates. Le mois suivant, ils publient un EP de cinq morceaux intitulé The Eyes of Horror qui marque un changement de direction musicale pour le groupe. Peu après la publication de l'EP Eyes of Horror, le groupe se sépare. En 1990, Jeff Becerra devient paralysé des membres inférieurs après s'être fait tirer dessus. Mike Torrao reforme Possessed en 1990 avec de nouvelles formations composées d'anciens membres de Machine Head et Pro-Pain. Ils publient des démos avant de séparer de nouveau en 1993.
En 2007, Jeff Becerra jouera sous le nom de Possessed au festival Wacken Open Air et ramènera tous les membres du groupe Sadistic Intent. Possessed est, depuis, à l'écriture d'un nouvel album depuis la publication de Beyond the Gates en 1986.

## Influences
Au moins trois des membres de Possessed ayant écrit et enregistré des chansons dans le groupe (le chanteur et bassiste Becerra, le guitariste Torrao et le guitariste Montana) citent s'inspirer de groupes comme Exodus et Venom, et de groupes axés NWOBHM comme Motörhead, Iron Maiden, et Judas Priest,. AllMusic attribue Slayer comme leur principale source d'inspiration pour leur album Seven Churches.

## Membres

### Membres actuels
- Jeff Becerra – chant (1983–1987, depuis 2007), basse (1983–1987)
- Daniel Gonzalez – guitare (depuis 2011)
- Mike Pardi - guitare (depuis 2013)
- Robert Cardenas – basse (depuis 2012)
- Emilio Marquez – batterie (depuis 2007)

### Anciens membres
- Barry Fisk – chant (1983)
- Brian Montana – guitare (1983–1984)
- Mike Sus – batterie (1983–1987)
- Mike Torrao – guitare (1983–1987, 1990–1993), chant (1990–1993))
- Larry LaLonde – guitare (1984–1987)
- Duane Connley – guitare (1990)
- Dave Alex Couch – guitare (1990)
- Colin Carmichael – batterie (1990)
- Chris Stolle – batterie(1990)
- Bob Yost – basse (1990–1992)
- Mark Strausburg – guitare (1991–1993)
- Walter Ryan – batterie (1991–1993)
- Mike Hollman – guitare (1993)
- Paul Perry – basse (1993)
- Ernesto Bueno – guitare (2007–2010)
- Rick Cortez – guitare (2007–2010)
- Bay Cortez – basse (2007–2010)
- Tony Campos – guitare basse (2011–2012)
- Kelly Mclauchlin – guitare (2011–2013)

## Discographie

### Albums studio
- 1985 : Seven Churches
- 1986 : Beyond the Gates
- 2019 : Revelations of Oblivion

### EP, compilations, live
- 1987 : The Eyes of Horror
- 1992 : Victims of Death
- 2003 : Ressurection
- 2004 : Agony in Paradise
- 2006 : Ashes from Hell

### Démos
- 1984 : Death Metal
- 1985 : Demo 1985